# Seth Riggs

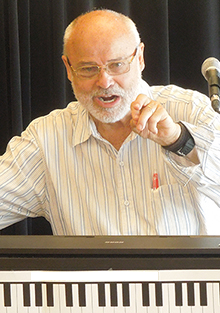
Seth Riggs (2013)

Seth Riggs (ur. 19 września 1930) – amerykański instruktor wokalny, wynalazca metody Speech Level Singing.
Wśród jego wychowanków jest ponad 120 laureatów nagrody Grammy, m.in.: Whoopi Goldberg, Michael Jackson, Al Jarreau, Madonna, Prince, Sylvester Stallone, Tina Turner, Stevie Wonder, Anita Baker, Kim Basinger, George Benson, Michael Bolton, Dee Dee Bridgewater, Billy Burnette (Fleetwood Mac), Nicolas Cage, Belinda Carlisle, Peter Cetera (Chicago), Richard Chamberlain, Ray Charles, Cher, Natalie Cole, Macaulay Culkin, Jane Fonda, David Gilmour (Pink Floyd), Melanie Griffith, Josh Groban (tylko pierwszy album), Julio Iglesias, Enrique Iglesias, James Ingram, Janet Jackson, Joe Jackson, La Toya Jackson, Marlon Jackson, Randy Jackson, Rebbie Jackson, Tito Jackson, Nicole Kidman, Anthony Kiedis (Red Hot Chili Peppers), Annie Lennox (Eurythmics), Jennifer Lopez, Liza Minnelli, Eddie Murphy, Olivia Newton-John, Sinéad O’Connor, Ozzy Osbourne, Greg Phillinganes (Toto), Lionel Richie, Diana Ross, Shanice, Nina Simone, Dusty Springfield, Paul Stanley (KISS), Sharon Stone, Barbra Streisand, Luther Vandross, Philip Webb.